# 잭 쿰스
존 웨슬리 "잭" 쿰스(영어: John Wesley "Jack" Coombs, 1882년 11월 18일 ~ 1957년 4월 15일)는 "콜비 잭"(영어: Colby Jack)이라는 별명으로 알려진 미국의 전 프로 야구 선수이자 감독이다. 1900년대와 1910년대에 메이저 리그 베이스볼(MLB)에서 투수로 활약했으며, 우투양타였다. 14시즌 동안 필라델피아 애슬레틱스, 브루클린 로빈스, 디트로이트 타이거스에서 뛰었다. 통산 354경기에 출전해 2,320이닝을 던지며 158승 110패, 187완투, 35완봉, 2.78의 평균자책점을 기록했다.
메인주 케네벙크에서 유년 시절을 보냈고, 콜비 칼리지 시절 야구에 두각을 나타냈다. 1905년 말 필라델피아 애슬레틱스에 입단, 다음해부터 애슬레틱스 선발진의 한 축으로 자리잡아 활약하기 시작했다. 1910년과 1911년에는 아메리칸 리그(AL) 다승왕을 차지하는 동시에 팀의 월드 시리즈 우승을 이끌면서, 애슬레틱스 투수진의 실질적인 에이스 역할을 했다. 1912년 이후 장티푸스로 인해 공을 제대로 던지지 못하면서, 브루클린 로빈스로 이적해 1915년부터 4년간 그곳에서 공을 던졌다. 선수 시절 빠른 속구와 낙차 큰 커브를 주무기로 타자들을 상대했다.
이후 은퇴를 선택했고, 1919년 필라델피아 필리스의 감독을 맡았다. 그러나 곧 사임하고 다음해 디트로이트 타이거스에서 코치를 맡았으며, 잠시 이 때 현역으로 복귀하기도 했다. 1929년부터 1952년까지 듀크 대학교 야구팀 블루 데빌의 감독을 맡아 팀을 이끌었다. 여생을 텍사스주 팔레스타인에서 보냈으며, 1957년 사망했다.

## 어린 시절
존 웨슬리 쿰스는 1882년 11월 18일 미국 아이오와주 시골 르그랜드에서 프랭크 H. 쿰스와 엘렌 J. 스노우 쿰스의 다섯 자녀 중 첫째로 태어났다. 쿰스 부부는 메인주 출신으로 2년 전에 결혼해 그곳에서 살다가, 1881년 아이오와 주로 이주해 홈스테드 법으로 농지를 얻어 살았다. 아버지 프랭크 쿰스는 대장장이로 일했으며, 어머니 넬리 스노우는 아들 존 쿰스와 커티스, 어니스트, 딸 앨리스를 키워냈다. 존 쿰스가 4살이 되던 해, 그와 그의 가족들은 메인주 남쪽의 케네벙크로 이주했다.
그곳에서 유년 시절을 보낸 쿰스는 1898년 프리포트 고등학교에 입학했는데, 우등생으로 뽑혀 학교에서 대학 과정을 선행하는 한편 여름에는 지역 세미프로 야구 리그에서 투수로 뛰었고 미식축구에도 재능을 보였다. 그를 눈여겨 본 콜비 칼리지 출신의 J. F. 힐 박사의 추천으로, 쿰스는 고등학교 마지막 해에 콜비 칼리지의 예비 학교이자 메인주 워터빌에 있는 콜번 클래시컬 인스티튜트로 전학했고, 1902년 봄에 졸업했다. 1902년 가을에 콜빈 컬리지에 입학했고, 화학을 전공했다. 학교에서 야구, 농구, 미식축구, 육상 등에 두각을 나타냈는데 특히 야구, 농구 학교 대표팀에서는 주장을 맡았고, 메인주 내의 대학 간 야구 대회에서는 모든 포지션을 뛰었다. 여름에는 지역 세미프로 야구팀에서 뛰며 학비를 충당했다.

## 프로 경력

### 필라델피아 애슬레틱스

#### 1906~1909
쿰스 자신은 대학 졸업 후 매사추세츠 공과대학교에서 학업을 이어갈 계획이었으나, 평소 그의 실력을 익히 알고 있었던 필라델피아 애슬레틱스 감독 코니 맥의 동생 톰 맥이 팀에 그를 추천했다. 결국 1905년 12월에 애슬레틱스와 시즌 2,400 달러의 금액으로 계약했다. 대학을 졸업한 후 1906년 7월 2일, 잭 쿰스는 애슬레틱스 선수단에 처음으로 합류해 연습 투구를 선보였다. 사흘 뒤인 7월 5일, 잭 쿰스는 필라델피아 애슬레틱스와 워싱턴 세너터스의 경기에 메이저 리그 데뷔 선발 등판해 7피안타 5볼넷 6탈삼진 완봉승을 기록했고, 팀은 3-0으로 승리했다. 이후 7월과 8월 그저그런 활약으로 5승 7패만을 기록했으나, 9월 1일 보스턴 아메리칸스와 더블헤더로 예정되었던 경기 중 첫 시합에서는 조 해리스의 상대로 선발 등판해 24이닝 15피안타 18탈삼진 완투승을 거두었다. 이번 시즌 23경기(선발 18경기)에서 173이닝을 던지며 10승 10패, 2.50의 평균자책점을 기록했다.

"그는 전혀 투수같지 않았다. 그냥 순박한 시골 사람 티가 났다. 그에게 이곳은 새로운 세계였을 것이다."

성공적인 신인 시즌 활약으로, 잭 쿰스는 루브 워델, 에디 플랭크, 치프 벤더에 이은 팀의 네 번째 선발로 자리잡았다. 아직 덜 풀린 날씨에서 열린 1907년 시즌 개막전에서 코니 맥 감독은 보스턴의 사이 영을 상대로 쿰스를 선발로 내세웠다. 쿰스는 8이닝까지 1실점했으나 9회 팀의 실책 등으로 3점을 내주었고, 이후 경기는 13회까지 동점으로 이어지다가 14회에 쿰스가 4실점하면서 보스턴이 승리를 가져갔다. 이후 6월 27일부터 팔 부상으로 경기에 나서지 못하다가, 시즌 후반 팔이 완전히 낫지 않은 상태에서 팀에 복귀해 힘을 보탰다. 2년차 시즌에는 3.12의 평균자책점과 6승 9패의 기록으로 패가 승보다 많은 시즌을 보냈다.
다음해인 1908년에서는 시즌 전 스프링 트레이닝에서부터 애슬레틱스의 주전 선수들이 줄줄이 부상을 당하며 팀이 어려움을 겪었다. 주전 중견수 루브 올드링과 우익수 삭스 세이볼드가 빠지면서 코니 맥 감독은 대신 아직 팔이 완전하지 않아 투구에 무리가 있는 잭 쿰스에게 우익수를 맡겼다. 쿰스는 외야수로 모두 47경기에 나섰고, 1경기에서는 1루수로도 뛰었다. 타자로 나서 시즌 초반 3할이 넘는 타격을 선보였지만, 이후 슬럼프를 겪으면서 베테랑 대니 머피에게 자리를 내주었다. 시즌 56안타 23타점, .255의 타율을 기록했다. 그 이후 쿰스는 외야에서 다시 마운드로 복귀해 26경기(선발 18경기)에 등판, 7승 5패 2.00의 평균자책점을 기록했다.
1909년, 잭 쿰스는 개막 이후 첫 3승을 모두 완봉승으로 거두었는데, 그 중 2승이 월터 존슨과 에드 월시와의 맞대결에서 따낸 것이었다. 그는 아직 완전하지 못한 몸 상태임에도 불구하고 18경기에서 완투를 하며 데뷔 이후 처음으로 200이닝을 돌파했다. 이번 시즌 모두 30경기(선발 24경기)에 나서 205+2⁄3이닝을 던져 12승 11패, 2.32의 평균자책점을 기록했다. 쿰스는 이 때까지 모두 35승 35패의 동률을 기록했고, 그에게 있어서 1910년은 야구 경력을 앞으로 어떻게 이어나갈 것인지 성적으로 보여주어야 하는 분기점이 되는 해였다. 그는 1909년 시즌 중부터 자신의 주무기 커브와는 다른 떨어지는 유인구를 개발하기 시작했고, 다음해 스프링 트레이닝 때 이를 연마하는 동시에 구속을 줄이고 제구력에 더 많은 신경을 쓰려고 애썼다.

#### 1910~1911
1910년 시즌 초 쿰스는 덜 풀린 날씨의 영향과 제구 난조 등으로 첫 6주 동안 네 번 밖에 선발 출전하지 못했고, 개막한지 한 달 가까이 되어서야 첫 승을 거두었다. 초반 부진에서 벗어나기 위해서 그는 아이러 토머스 대신 잭 랩을 자신의 전용 포수로 두어 제구를 향상시키려는 동시에, 낙차가 큰 커브를 자주 사용하며 타자들의 방망이를 이끌어내려고 했다. 그 결과 6월 말까지 8승 4패를 거두었는데, 그중 2승은 시카고 화이트삭스를 상대로 각각 1안타와 2안타만을 내주고 얻은 승리였다. 시즌 중반에 접어들면서 주축 투수였던 에디 플랭크, 치프 벤더, 그리고 해리 크라우스가 각각 부상으로 자리를 비우는 사이에, 잭 쿰스는 팀의 가장 많은 이닝을 소화하며 승수를 쌓아갔다. 7월에 이틀 간격으로 모두 열 번 선발 등판한 경기에서 빠짐없이 완봉승을 거두었으며, 시즌 절반에 가까운 기간인 7월 12일부터 9월 30일 동안에는 53이닝 연속 무실점 기록을 세웠다. 8월 4일, 쿰스는 화이트삭스의 에드 월시와 16이닝까지 가는 승부를 펼쳤는데 끝내 둘중 어느 팀도 점수를 내지 못하며 그대로 경기가 종료되었다. 그는 이 경기에서 3안타만 내주는 대신 탈삼진을 18개 잡아냈으며, 이 경기를 두고 나중에 그는 자신의 야구 인생에서 최고의 경기였다고 이야기했다. 이번 시즌 최종 기록은 45경기(선발 38경기) 353이닝, 31승(27선발승) 9패, 13완봉, 평균자책점 1.30, 224탈삼진이었다. 등판 경기 횟수와 승수, 완봉에서 1위를 차지했으며, 평균자책점과 완투는 2위, 투구 이닝과 탈삼진 부문에서는 3위에 이름을 올렸다. 또한 이번 시즌 무피홈런을 기록했다.
이 해 필라델피아 애슬레틱스는 102승 48패를 거둬 2위 뉴욕 하이랜더스를 14.5경기차로 크게 앞서며 아메리칸 리그 우승을 차지했다. 내셔널 리그의 시카고 컵스와 맞붙은 1910년 월드 시리즈에서 애슬레틱스의 코니 맥 감독은 오직 두 명의 투수, 치프 벤더 그리고 잭 쿰스만을 투입했다. 쿰스는 2차전과 3차전, 그리고 5차전에 나섰다. 2차전에서는 모데카이 브라운과 선발 맞대결을 벌였는데, 8안타와 9볼넷을 내주었지만 3실점만 하며 팀의 9-3 승리를 이끌었다. 하루 쉬고 다시 선발 등판한 3차전에서는 5실점을 했으나, 팀 타선의 대량 득점으로 12-5 승리를 거두었고 쿰스 자신도 3타점을 올리며 이를 뒷받침했다. 그리고 마지막 5차전에서 쿰스는 모데카이 브라운을 상대로 다시 선발 등판했고, 9피안타 2실점하며 팀의 7-2 승리를 이끌었으며, 팀은 시리즈 우승을 차지했다.

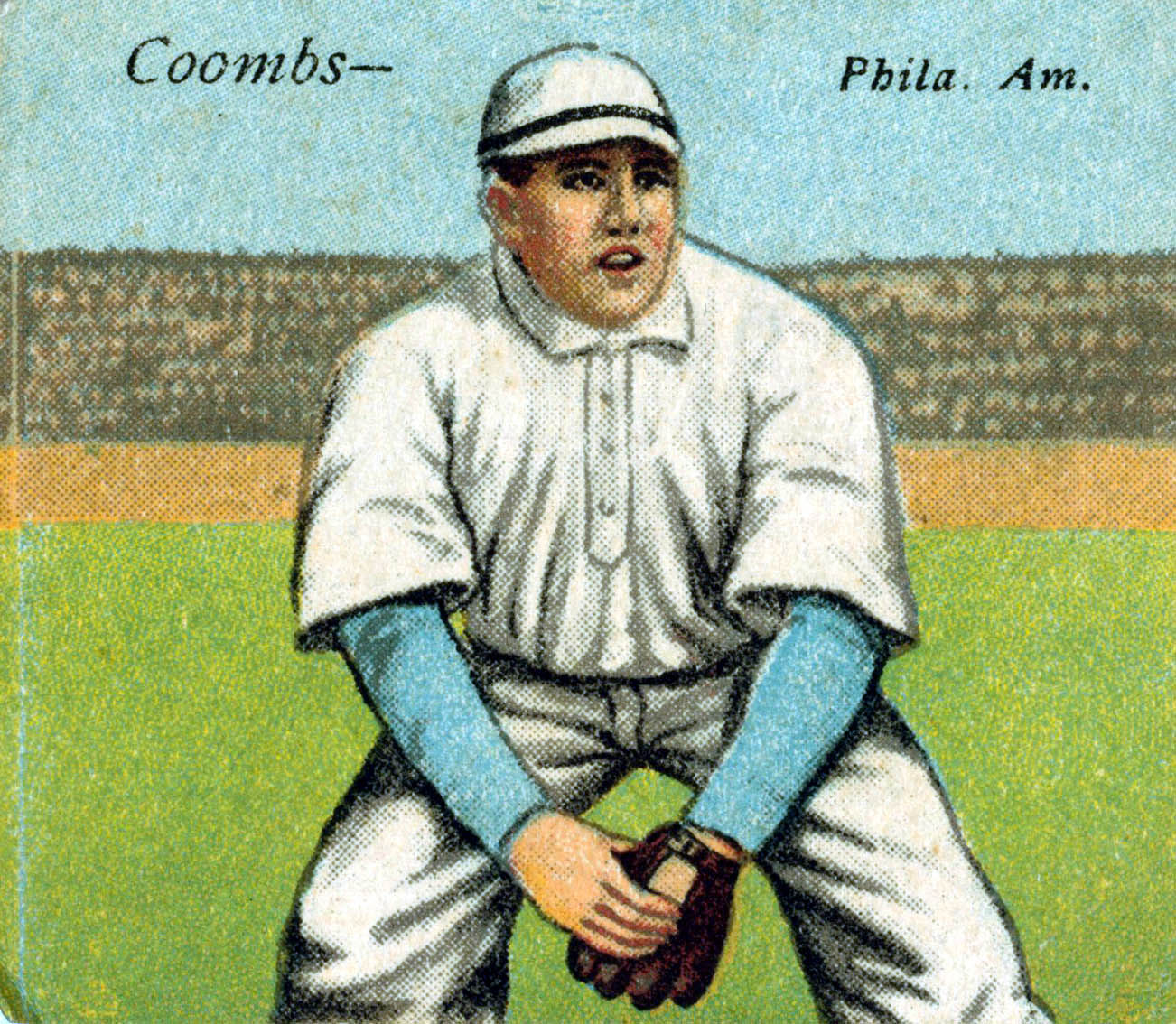
담배 야구 카드에 담긴 잭 쿰스 (1911년).

1911년 시즌, 잭 쿰스는 47경기(선발 40경기) 336+2⁄3이닝, 28승 12패, 평균자책점 3.53, 185탈삼진을 기록했다. 2년 연속 다승 1위를 차지하는 동시에, 리그 최다 선발 등판을 기록했다. 지난 해에 비해 세 배 가까이 평균자책점이 올랐고, 시즌 중 신문 기사에서는 쿰스를 종종 "더 콜비 코이누르"(The Colby Kohinoor)라는 별명으로 부르기도 했다. 그는 피안타와 자책점 부문에서도 1위를 기록했으며, 볼넷 허용도 2년 연속 2위였다. 하지만 아메리칸 리그에서 쿰스보다 더 많은 경기에 등판하고, 더 많은 이닝을 소화한 선수는 화이트삭스의 에드 월시밖에 없었다. 쿰스는 팀 내 투수진 가운데에서도 가장 압도적인 출장 시간과 성적을 기록하며 에이스의 모습을 보여주었다. 타격에서는 이번 시즌 야수로 출장한 경기가 없음에도 불구하고, 개인 경력에서 유일하게 3할 이상의 타율을 기록했다. 시즌 후 아메리칸 리그 MVP 투표에서 12위에 이름을 올렸다.
이 해 필라델피아 애슬레틱스는 101승 50패를 거둬 2년 연속 아메리칸 리그 우승에 도달했다. 내셔널 리그의 뉴욕 자이언츠와 맞붙은 1911년 월드 시리즈에서 애슬레틱스의 투수진은 치프 벤더와 잭 쿰스, 그리고 에디 플랭크로 구성되었다. 쿰스는 3차전과 5차전에 각각 선발 등판했다. 3차전에서는 크리스티 매슈슨과 맞대결을 벌였는데, 연장 11회까지 가는 승부 끝에 쿰스가 승리를 거두며 애슬레틱스를 도왔다. 5차전에서는 루브 마쿼드와 맞대결을 벌였다. 쿰스는 6회 사타구니 부상을 당했지만 마운드에서 내려오지 않고 버텼다. 결국 9이닝 8피안타 9탈삼진 3실점을 했고 승부는 나지 않았다. 경기는 연장으로 흘러갔고, 자이언츠가 승리를 가져갔다. 6차전까지 가는 승부 끝에 애슬레틱스는 4승 2패로 시리즈 우승을 차지했는데, 애슬레틱스의 투수진들이 6경기에서 8실점으로 잘 틀어막았다.

#### 1912~1914
잭 쿰스는 1912년 시즌 개막전에서 선발로 나섰다. 워싱턴 세너터스의 홈구장에서 월터 존슨과 맞대결해, 팀의 4-2 승리를 이끌었다. 하지만 작년 월드 시리즈에서의 부상이 영향이 있었던지, 두 번째 등판에서 공을 던지다가 고통을 호소해, 교체되었다. 이후 근 한 달간 휴식을 취했다. 5월에 팀으로 복귀한 후 피칭 로테이션을 거르지 않으며 6월 말까지 거의 3일마다 등판했고, 시즌 중반에는 코니 맥 감독이 투수 기용 방식에 변화를 주면서 선발보다 구원으로 경기에 투입되었다. 이후 시즌 말까지 큰 공백 없이 꾸준한 활약을 보여주었다. 세인트루이스 브라운스 전에서 이번 시즌 마지막 승리를 거뒀는데, 5안타만 내주고 11탈삼진을 기록하며 팀의 한 점차 승리를 이끌었다. 이 경기가 애슬레틱스에서의 쿰스의 마지막 승리가 되었다. 이번 시즌 40경기(선발 32경기)에 나서 262+1⁄3이닝을 던지며, 21승 10패, 평균자책점 3.29, 120탈삼진을 기록했다. 지난 2년보다 투구 이닝은 70이닝가량 줄어들었으나, 3년 연속 20승을 달성했다.
1913년 시즌을 앞두고 스프링 트레이닝 중에 잭 쿰스는 앨라배마주 몽고메리에서 고열로 힘들어했는데, 당시에는 식중독 및 늑막염 진단을 받고 휴식을 취했다. 4월 10일, 보스턴 레드삭스를 상대로 치러진 개막전에서 잭 쿰스는 선발투수로 내정되었다. 그는 3이닝을 노히트로 막고 6회 치프 벤더와 교체되었으며, 경기는 10-5로 애슬레틱스가 승리했다. 이틀 뒤에 다시 선발 등판에 나섰으나 1⁄3이닝 동안 2피안타 1볼넷, 4실점만을 기록하고 강판되었다. 쿰스는 보스턴에서의 시리즈를 끝내고 팀 동료들과 함께 워싱턴으로 향했지만, 고통이 심해지자 구단은 그를 필라델피아로 돌려보냈다. 그곳에서 그는 장티푸스 진단을 받고 휴식을 취했으며, 8월에 다시 팀에 복귀하려고 했지만 정상적인 회복을 위해서 다시 병원에 들어갔다. 이 기간 몸무게가 25 kg가량이나 감소했다. 이 해 필라델피아 애슬레틱스는 월드 시리즈에서 2년만에 다시 뉴욕 자이언츠와 맞붙었고, 우승을 차지했다. 쿰스의 공백기는 다음해인 1914년 시즌까지 길어졌다. 이 해 시즌에는 팀 순위가 정해진 시즌 막판에야 두 경기에 선발 출전해서, 도합 8이닝 8피안타 4실점, 4.50의 평균자책점을 기록했다. 시즌 후인 12월 9일, 애슬레틱스에서 방출되었다.

### 브루클린 로빈스
애슬레틱스에서 방출된 직후 나이와 건강 문제로 은퇴를 고려하기도 했지만, 전직 팀 동료들과 코니 맥 감독의 추천으로 잭 쿰스는 1915년 1월 브루클린 로빈스에 입단했다. 4월 30일, 필라델피아 필리스와의 경기에 이적 후 처음으로 선발 등판해, 에파 릭시와 맞대결을 벌여 1점차 완투승을 거두었다. 이후에는 계속 선발로 기용되었다. 1911년 월드 시리즈 이후 처음이었던 크리스티 매슈슨과의 두 차례의 맞대결에서도 모두 승리를 거두었다. 1915년 시즌 29경기(선발 24경기)에 나서 195+2⁄3이닝을 던지며 15승 10패, 2.58의 평균자책점을 기록했다. 지난 2년간의 공백기를 보낸 후 복귀해서 준수한 성적을 냈지만, 그의 몸상태가 완전한 것은 아니었다. 당시 야구 기자 F. C. 레인에 따르면, "지나친 커브 구사로 인해 쿰스의 팔꿈치 인대가 딱딱하게 굳어져 팔 길이가 줄어들어 있었다"고 한다. 그럼에도 불구하고 계속해서 공을 던진 그는 1916년 시즌에는 27경기(선발 19경기) 159이닝, 13승 8패, 2.66의 평균자책점을 기록하며, 여전히 좋은 투구를 보여주었다.

"존 쿰스는 레드삭스를 상대로 그가 보여줄 수 있는 모든 것을 보여주었고, 결국 경기를 승리로 이끌었다."

브루클린 로빈스는 1916년 시즌 94승 60패를 기록해, 2위 필라델피아 필리스를 2.5경기차로 근소하게 따돌리고 내셔널 리그 우승을 차지했다. 구단 역사상 최초로 월드 시리즈에 진출한 로빈스는 1916년 월드 시리즈에서 아메리칸 리그 우승팀 보스턴 레드삭스와 맞붙었다. 잭 쿰스는 홈구장 에베츠 필드에서 치러진 3차전에 선발 등판했다. 그는 칼 메이스와 맞대결을 벌여 6+1⁄3이닝 동안 7안타를 내주며 3실점했고, 로빈스는 4-3으로 승리하며 승리 투수가 되었다. 이로써 쿰스는 월드 시리즈에 출전한 경기에서 무패 행진을 이어갔다. 하지만 이 승리는 시리즈 통틀어 로빈스의 유일한 승리였고, 레드삭스는 5차전을 승리하며 월드 시리즈 우승을 차지했다.
1917년 잭 쿰스는 141이닝을 던지며 7승 11패, 3.96의 평균자책점을 기록했다. 시즌 31번의 등판 가운데 17번이 구원 등판으로, 풀타임 시즌 중 선발 등판 횟수가 가장 적었다. 시즌 후 그는 스프링 트레이닝 기간 동안 라이스 대학교에서 코치로 일하기도 했고, 몇몇 스포츠 매체에서 피츠버그 파이리츠 또는 세인트루이스 카디널스의 감독 후보 중 하나로 이름이 오르내리기도 했다. 다음 시즌 그는 27경기(선발 20경기)에 출전해, 8승 14패, 3.81의 평균자책점을 기록했다. 피홈런은 10개로 리그 1위였다. 그해 6월 4일, 그는 메이저 리그 경기에서 처음이자 마지막으로 경기 중 퇴장을 당했다. 카디널스와의 경기에서 1-1 동점 상황이 진행중인 가운데, 13회 구원 등판한 그는 타구의 페어 판정 여부를 놓고 심판에게 항의하다 퇴장을 명령받았다. 8월 1일, 그는 신시내티 레즈를 상대로 4-0 승리를 거뒀는데, 이는 개인 통산 마지막 완봉승이었다. 8월 30일, 그는 자이언츠를 상대로 8이닝까지 무실점으로 버티다 9회 솔로 홈런을 내주며 패배했다. 이 경기 후 그는 선수로서의 은퇴를 표명했다. 하지만 이 경기가 그의 마지막 메이저 리그 등판은 아니었다.

### 지도자 생활
1918년 12월 17일, 잭 쿰스는 필라델피아 필리스의 새로운 감독으로 선임되었다. 잭 쿰스가 이끄는 1919년의 필리스는 시즌 중반까지 18승 44패를 거두며, 3할에도 미치지 못하는 승률을 기록했다. 결국 7월 9일 감독직에서 사임했다. 사임 당시 그는 "나는 내가 할 수 있는 한에서 모든 것을 하려고 노력했다. … 팀을 더욱 강하게 만들기 위해 몇 차례의 시도를 해봤지만 허사였다. 이 모든 것이 내 잘못이라고는 생각하지 않는다."라고 이야기하며 아쉬움을 나타냈다. 하지만 그해 12월, 그는 다시 디트로이트 타이거스의 부름을 받고 투수 코치로 부임했다. 1920년 6월 30일, 타이거스와 화이트삭스의 경기에서 4회까지 점수가 0-12로 상대편에게 기울자 잭 쿰스는 5회 패전 처리로 등판했다. 21개월만의 등판임에도 불구하고, 5이닝 동안 5피안타 2실점으로 막았다. 7월 18일, 세너터스와의 경기에서 다시 패전 처리로 등판해 2⁄3이닝 동안 2피안타 1볼넷 3실점했다. 이 경기가 잭 쿰스의 메이저 리그 마지막 경기가 되었다.

## 개인적인 삶
필라델피아 애슬레틱스 시절이던 1910년 11월 29일, 잭 쿰스는 매리 엘리자베스 루스와 결혼식을 올렸다. 그는 은퇴 후 아내의 고향인 텍사스주 팔레스타인에서 가족들과 함께 여생을 보냈다. 그는 때때로 골프를 취미로 즐겼으며, 담배도 피웠다. 또한 그는 퀘이커 교도였다. 그는 선수 시절에 "잭" 쿰스라는 이름으로 잘 알려졌지만, 가족이나 가까운 친지들과 있을 때는 존 웨슬리 쿰스라는 본명을 더 자주 사용했다.
잭 쿰스는 1921년부터 1924년까지 윌리엄스 칼리지 야구부에서 코치로 일했다. 이어서 1925년부터 3년간 프린스턴에서 야구 전문 프로그램 코치로 근무했다. 그리고 1929년부터 1952년까지 24년간 듀크 대학교의 야구팀 블루 데빌의 감독을 맡았다. 그가 감독으로 있는 동안 블루 데빌은 381승 171패 3무, .689의 승률을 기록했다. 잭 쿰스의 손을 거친 메이저 리그 선수로는 대표적으로 딕 그로트, 빌리 웨버, 그리고 잭의 조카인 보비 쿰스 등이 있었다.
1931년, 야구의 규칙과 전술을 다룬 책인 《Baseball: Individual Play and Team Strategy》를 펴냈다. 1937년과 38년, 1946년과 48년, 그리고 1951년에는 미국 야구 명예의 전당 투표에 후보로 이름을 올려 한 표 이상을 획득했다. 1957년 4월 15일, 팔레스타인에 있는 자신의 집에서 심장마비로 사망했다. 시신은 팔레스타인의 세인트 조지프 공동묘지에 안장되었다. 1987년, 노스캐롤라이나 스포츠 명예의 전당에 헌정되었다. 1992년, 필라델피아에서 뛰었던 야구 선수들을 기리기 위한 전당인 필라델피아 야구 명예의 벽에 헌정되었다. 현재 듀크 대학교 야구부가 사용하고 있는 야구장의 명칭은 잭 쿰스 필드이다.

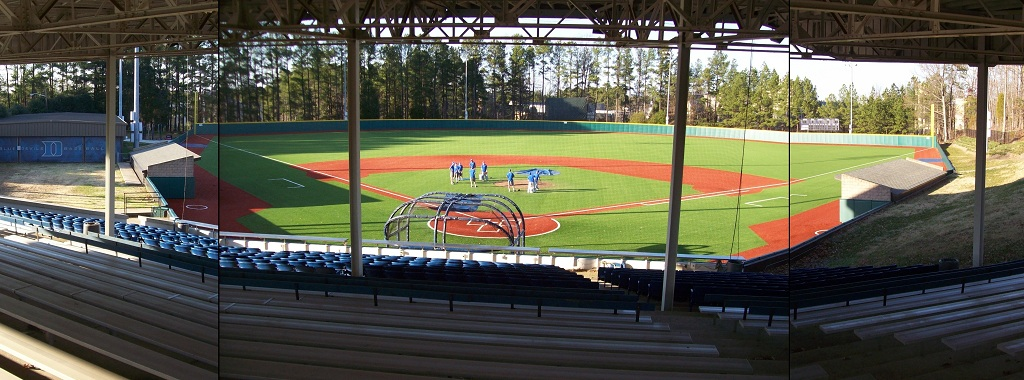
노스캐롤라이나주 더럼에 있는 잭 쿰스 필드.